# Ново-Сергеевка (Орловская область)
Ново-Сергеевка — деревня в Корсаковском сельском поселении Корсаковского района Орловской области России.

## География
Деревня расположено в 91 км на северо-восток от Орла, на берегу реки Зуша

## Население
| 2010 |
| ---- |
| 9    |